# The House I Live In (film, 1945)
Pour plus de détails, voir Fiche technique et Distribution.
The House I Live In est un film américain réalisé par Mervyn LeRoy, sorti en 1945.

## Fiche technique
- Titre : The House I Live In
- Réalisation : Mervyn LeRoy
- Scénario : Albert Maltz
- Photographie : Robert De Grasse
- Montage : Philip Martin
- Pays d'origine : États-Unis
- Format : Noir et blanc - 1,37:1 - Mono
- Genre : court métrage, drame
- Date de sortie : 1945

## Distribution
- Frank Sinatra : Lui-même